# Калиевые каналы
Калиевые каналы — самый распространённый тип ионных каналов. Обнаруживаются практически во всех клетках живых организмов. Формируют калий-селективные ионные поры, которые обеспечивают ток ионов калия сквозь мембрану клетки. Контролируют множество разнообразных физиологических функций клетки.

## Функция
Калиевые каналы транспортируют ионы калия в противоположную вектору градиента сторону. Скорость транспортировки может достигать скорости диффузии ионов калия в воде, при этом сохраняется высокий уровень избирательности (особенно это касается ионов натрия, несмотря лишь на небольшую разницу в радиусе обоих ионов). Биологическая роль этих каналов состоит в регуляции мембранного потенциала клеток. В возбуждаемых клетках, таких как нейроны, отложенный противоток ионов калия формирует потенциал действия.
Способствуя регуляции длительности потенциала действия в сердечной мышце, нарушение работы калиевых каналов может вызвать опасные для жизни аритмии. Калиевые каналы могут также участвовать в поддержании сосудистого тонуса.

Они также регулируют клеточные процессы, такие как секреция гормонов (например, выделение инсулина из бета-клеток поджелудочной железы), поэтому их нарушение может привести к заболеваниям (например, диабету)

## Типы
Существует четыре главных класса калиевых каналов:
- Кальций-активируемые калиевые каналы[англ.] — открываются в ответ на присутствие ионов кальция или других сигнальных молекул.
- Калиевые каналы внутреннего выпрямления — пропускают ионы калия внутрь клетки.
- Двухпоровый калиевый канал[англ.] — это постоянно открытые или конститутивно присутствующие в мембране каналы, такие как каналы покоя или протекающие каналы, устанавливающие отрицательный мембранный потенциал на нейроне.
- Потенциал-зависимые калиевые каналы — открываются в ответ на изменение трансмембранного потенциала.

| Класс                                           | Подкласс | Функция | Блокаторы                                                            | Активаторы                                        |
| Кальций-зависимые 6Т и 1P                       | - канал BK - канал SK - канал IK | - активируется в ответ на повышение внутриклеточной концентрации кальция                                                  | - харибдотоксин - ибериотоксин - апамин                              | - 1-EBIO - NS309 - CyPPA                          |
| Калиевые каналы внутреннего выпрямления 2T и 1P | - ROMK (Kir1.1) | - секреция калия в восходящем колене петли Генле (нефрон)                                                                 | - Не селективно: Ba2+, Cs+                                           | - нет                                             |
| Калиевые каналы внутреннего выпрямления 2T и 1P | - GPCR-регулируемые (Kir3.x) | - опосредуют ингибиторные эффекты многих GPCR                                                                             | - антогинисты GPCR - ифенпродил                                      | - агонисты GPCR                                   |
| Калиевые каналы внутреннего выпрямления 2T и 1P | - АТФ-чувствительные (Kir6.x) | - закрываются, когда высокая концентрация АТФ вызывает секрецию инсулина                                                  | - глибенкламид - толбутамид                                          | - диазоксид - пинацидил - миноксидил - никорандил |
| Двупоровые калиевые каналы 4Т и 2P              | - TWIK (TWIK-1, TWIK-2, KCNK7) - TREK (TREK-1, TREK-2, TRAAK) - TASK (TASK-1, TASK-3, TASK-5) - TALK (TASK-2, TALK-1, TALK-2) - THIK (THIK-1, THIK-2) - TRESK | - формируют потенциал покоя                                                                                               | - бупивакаин - хинидин                                               | - галотан                                         |
| Потенциал-зависимые 6T и 1P                     | - hERG (Kv11.1) - KvLQT1 (Kv7.1) | - потенциал действия - реполяризация мембраны - ограничивают количество потенциалов действия (нарушение сердечного ритма) | - тетраэтлиаммоний - 4-аминопиридин - дендротоксины (некоторые типы) | - ретигабин (Kv7)                                 |

## Блокаторы
Бериотоксин,дендротоксин,тетраэтиламмоний

## Калиевые каналы в искусстве
Структура калиевого канала KcsA положена в основу скульптуры «Рождение Идеи» высотой 1,5 метра, созданной для лауреата Нобелевской премии Родерика Маккинона. Работа содержит проволочный каркас, удерживающий выдутый из жёлтого стекла объект, который изображает основную полость канальной структуры.